# Cảng New York và New Jersey

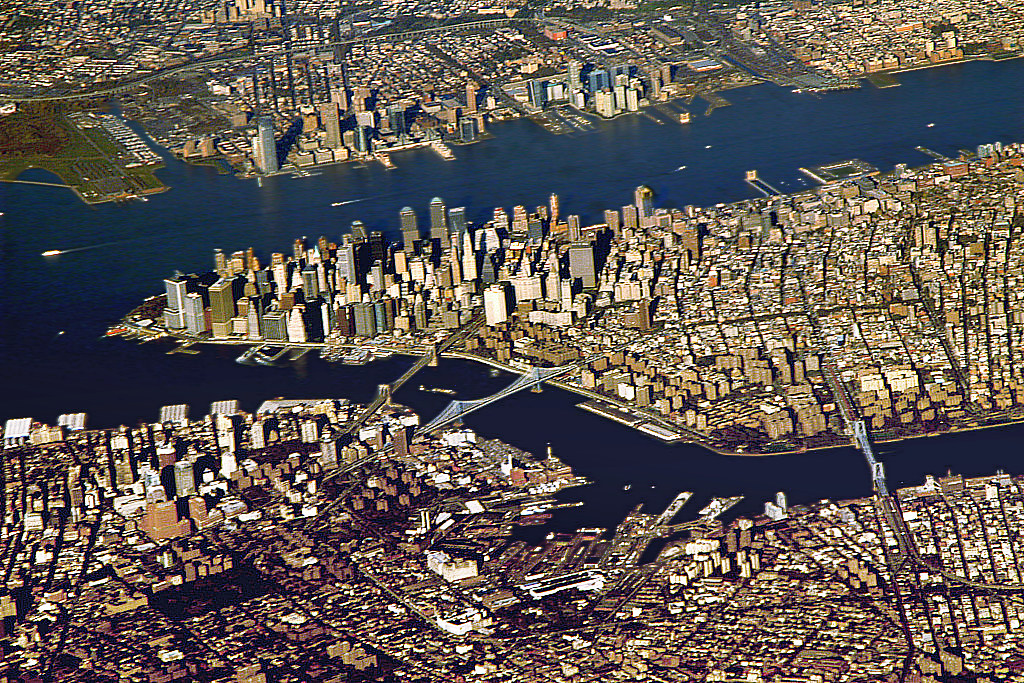
Cảng New York và New Jersey mọc lên từ bến cảng xưa nằm tại nơi hội tụ của Sông Hudson và Sông East tại Vịnh Thượng New York.

Cảng New York và New Jersey bao gồm các tuyến đường thủy ở cửa sông trong vùng đô thị New York với một khu cảng bao quanh một khu vực bán kính khoảng 40 km (25 dặm) từ tượng đài Nữ thần Tự do. Hệ thống các vùng biển dọc theo 1.050 km (650 dặm) bờ biển trong vùng lân cận của Thành phố New York và New Jersey miền Đông Bắc được coi là một trong những hải cảng tự nhiên đẹp nhất thế giới. Cảng New York và New Jersey có lượng hàng hóa theo tải trọng đứng thứ ba ở Hoa Kỳ và mức độ tấp nập vào hàng bậc nhất ở Đông Duyên hải Hoa Kỳ.